# Bailliage teutonique de Coblence
1216–1809
Le bailliage teutonique de Coblence (Deutschordenskommende Koblenz en allemand) est un bailliage de l'ordre teutonique. Il fait partie du cercle électoral du Rhin du Saint-Empire romain germanique et se situe au confluent de la Moselle et du Rhin. Premier à être fondé en Rhénanie par l'archevêque Theodoric von Wied, en 1216, il constitue d'un des douze bailliages (partage de 1525). Son influence s'étend au milieu du XVIIIe siècle grâce à l'appui des archevêques de Trèves et continue à s'accroître au XVe siècle. Annexé par la république cisrhénane en 1797, il est sécularisé au profit de la France en 1802. Le bailliage est partagé en 1809. 

## Héritage

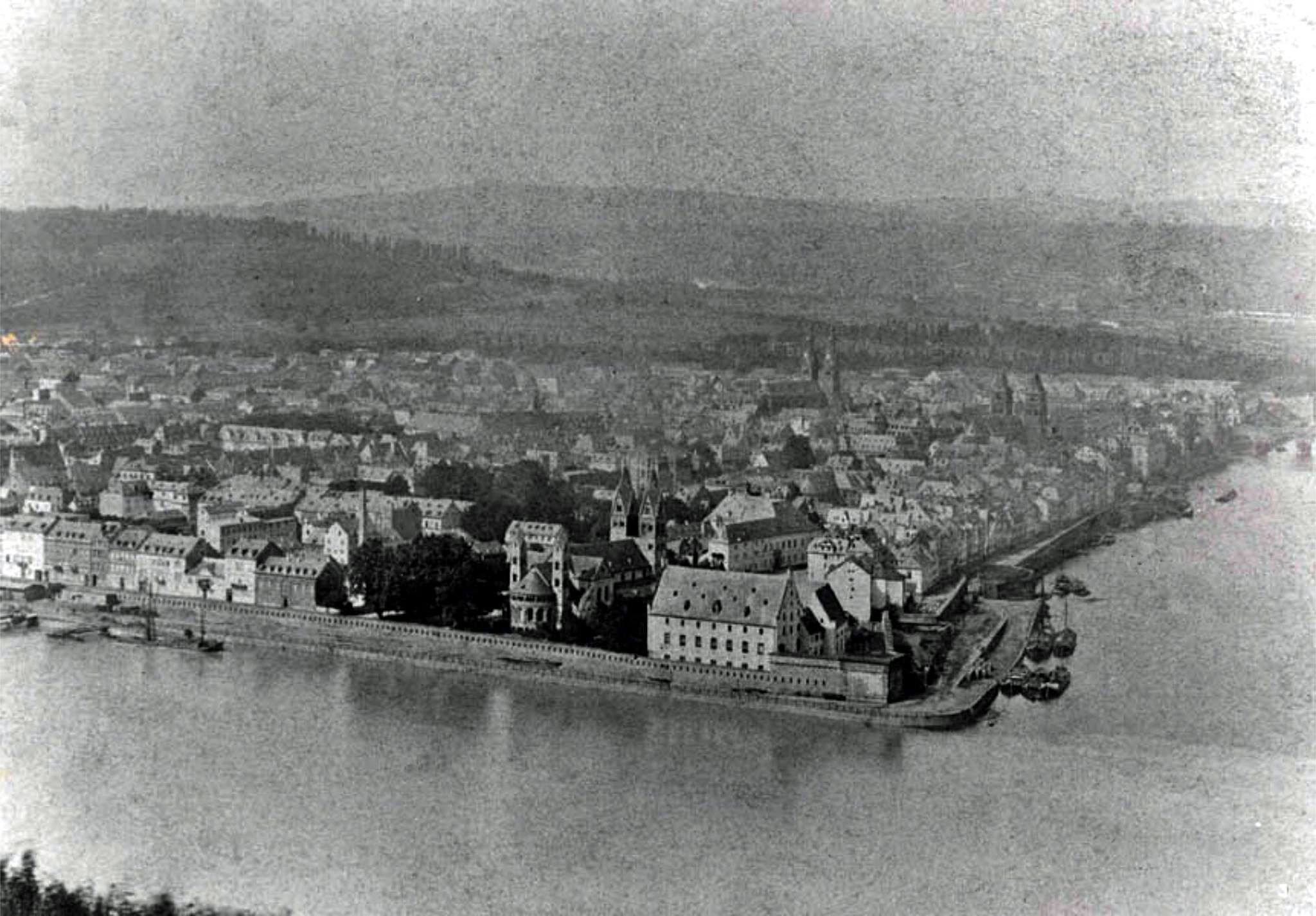
Ancien territoire de l'ordre teutonique en 1875.

Après la construction de la forteresse d'Ehrenbreitstein, les anciens bâtiments des chevaliers teutoniques sont réaménagés en tant que réserve à partir de 1821. Une casemate est construite à l'embouchure de la Moselle ; elle affiche toujours la croix de l'ordre teutonique. Entre 1897 et 1941, le complexe abrite les archives de Coblence. Puis, de 1990 à 1992, on peut y retrouver le musée d'art Ludwig. En 2011, des preuves de l'installation de l'ordre teutonique sont découvertes sur les lieux. Le complexe est un monument protégé et fait partie depuis 2002 du Kulturlandschaft Oberes Mittelrheintal (site UNESCO de la vallée du Haut-Rhin moyen).

## Sources
1. ↑  « ⚔ Les Ordres Militaires et Religieux : Ordre des Teutoniques - fondé en 1191 c'est un Ordre Hospitalier Germanique », sur Templiers (consulté le 19 novembre 2023)